# VEGETTA777
Samuel de Luque Batuecas, més conegut com a VEGETTA777 o Vegetta (Madrid, 12 d'abril de 1989), és un videoproductor de la plataforma YouTube i escriptor espanyol. És el segon youtuber més seguit del seu país, el sisè de parla hispana i el 57è més popular de YouTube a nivell global.
La temàtica principal dels seus vídeos són els gameplays comentats, tractats d'una forma humorística, i els walkthroughs, enfocats més com a tutorials. Aquest creador de contingut, tot i que centra la seva feina a Internet, ha arribat a un públic més ampli amb les seves novel·les infantils. Sol comentar al seu canal de YouTube, als seus vídeos i streamings, que no li agrada gaire la fama, i per això no concedeix entrevistes si no és necessari. N'ha fet algunes per esdeveniments especials i comercials, com la sortida del seu primer llibre o la noticia de que ell i el seu company, Willyrex, s'havien associat a l'empresa MADLionsEC.

## Biografia
Vegetta va néixer a Madrid, i resideix actualment a Andorra. Durant la seva infantesa va estudiar a Alcorcón i es va interessar pels videojocs i per la sèrie de televisió Bola de Drac, de la qual va sorgir més tard el seu pseudònim. Va descobrir el món de YouTube després de treure's la titulació d'infermeria i defensa personal, mentre estudiava per les oposicions.
Va començar a pujar contingut a la plataforma multimèdia el dia 21 de febrer de 2012. En un principi penjava vídeos pregravats de shooters, com Modern Warfare, i demos, com a afició i amb una finalitat didàctica. El maig d'aquell mateix any, va penjar el seu primer vídeo de Minecraft i va començar a comentar les partides en directe, aquesta vegada amb l'objectiu d'entretenir.
El desembre del 2014 va treure el seu primer videojoc amb Willyrex i bysTaXx, amb la col·laboració del desenvolupador de videojocs espanyol U-Play Online, "KarmaRun”. Aquest és un joc, inspirat en l'estètica de Minecraft, de carrera continuada amb més de 40 nivells, semblant a jocs com Subway Surfers. Dos anys més tard, la parella va anunciar que estrenarien un nou joc, “Zoo Evolution”, inspirat en la jugabilitat de jocs com Zoo Tycoon.
El març del 2015 va treure a la venda, juntament amb el seu amic i company Willyrex, el seu primer llibre «Wigetta», adreçat principalment als seus seguidors. És una novel·la de gènere fantàstic, inspirada en els mons de Minecraft, un dels videojocs més famosos dels seus canals. Va tenir tant d'èxit que la parella ha continuat ampliant aquesta saga fins a dia d'avui, fins al nombre de quinze exemplars.
El 2018 va anunciar que era soci majoritari de l'empresa d'e-Sports espanyola MADLionsEC, juntament amb Willyrex.
Segons la pàgina de El Confidencial, el 2020 era el segon youtuber amb més subscriptors d'Espanya i, tot i que sigui un dels millor remunerats, registra pèrdues econòmiques a la seva empresa. VEGETTA777 té aproximadament més de 29 milions de subscriptors i té més de 12 milions de visualitzacions totals dels seus vídeos (a data de 25 de març de 2020). Aquestes dades el converteixen en un dels youtubers més famosos i ben pagats d'Espanya i de l'Amèrica Llatina.
Vegetta no només és reconegut a Espanya, sobretot entre els joves amb una franja d'edat de 12 a 25 anys, sinó que també és un dels primers en la classificació de youtubers famosos de tot el món: és el quart en el rànquing de gamers segons una classificació creada per la pàgina SocialBlade. El seu canal ha guanyat molta fama pels gameplays i series de Minecraft que ha tingut i té, en solitari o en col·laboració amb altres youtubers.

## Escriptor
Durant la seva trajectòria a YouTube i gràcies a l'interès de l'editorial Planeta de Libros, Vegetta ha tingut l'oportunitat de ser un escriptor enfocat a un públic infantil de la mà del seu company Willyrex. Van crear al 2015 la marca comercial WIGETTA (fusió dels seus dos noms) amb la qual van començar a publicar llibres, vendre material escolar i penjar series de Minecraft al YouTube. En el món de WIGETTA és on transcorren les aventures dels llibres i aquests youtubers són els herois que han de superar les amenaces per salvar-lo.